# 아리마 준
아리마 준(일본어: 有間 潤, 1992년 8월 6일~)는 일본의 축구 선수이다.

## 구단 경력
그는 2015년 일본 풋볼 리그의 소니 센다이 FC에 입단했다. 2017년까지 80경기에 출전하여, 46득점을 넣었다. 2018년 FC 이마바리로 이적했다. 2019년 일본 풋볼 리그 3위를 기록하여 J3리그로 승격했다. 2022년 반라우레 하치노헤로 이적했다. 2022년후 현역 은퇴.